# デレク・ツァン
デレク・ツァン(曾國祥、1979年11月8日- )は、香港の俳優、映画監督。香港出身。祖籍は梅県区の客家人で、父はプロデューサーとしても活躍する香港の名優エリック・ツァン。

## プロフィール
2001年に映画「幽靈情書」で俳優デビュー。パン・ホーチョン監督の映画作品では共同脚本を手がけるなどの活動をしていたが、2010年の『恋人のディスクール』（原題「戀人絮語」）等で監督業にも進出。
2020年の第39回香港電影金像奨において『少年の君』で最優秀監督賞を受賞。

## 映画

### 出演作品
- 「幽霊情書」 幽靈情書 Shadow (2001) ※劇場未公開/CS放送のみ
- 金雞 Golden Chicken (2002)　※日本未公開
- 「ザ・パーク」 咒樂園 The Park (2002)　※劇場未公開/DVDのみ
- 「大丈夫」 大丈夫 Men Suddenly In Black (2002)　※映画祭上映後、CS放送のみ
- 「the EYE 2」 見鬼2 The Eye 2 (2004)
- 「パティシエの恋」 後備甜心 It Had to Be You (2005)　※大阪アジアン映画祭で「デザート(仮題)」として上映後、中国映画の全貌2008にて劇場公開
- 「AV」 AV (2005)
- 半醉人間 Cocktail (2005)　※日本未公開
- 「イザベラ」 伊莎貝拉 Isabella (2006)　※兼脚本
- 「ミッドナイト・ランニング」 反斗狂奔 Midnight Running (2006)　※劇場未公開/DVDのみ
- 我要成名 My Name Is Fame (2006)　※日本未公開
- 「3日間の花嫁 without words」 地老天荒 Without Words (2006)　※劇場未公開/DVDのみ
- 「インファナル・ディパーテッド」 黑白道 On the Edge (2006)　※劇場未公開/DVDのみ
- 「Simply Actors」 戲王之王 Simply Actor (2007) ※2009年第1回沖縄国際映画祭で上映
- 單身部落 Single Blog (2007)　※日本未公開
- 「パパはゴッドファーザー?!」 一個好爸爸 Run Papa Run (2008) ※劇場未公開/CS放送のみ
- 一半海水，一半火燄 Ocean Flame (2008)　※日本未公開
- 「親密」 親密 Claustrophobia (2009)　※第21回東京国際映画祭で上映
- 機動部隊－絕路 No Way Out (2009)　※日本未公開
- 「ドリーム・ホーム」 維多利亞壹號 Dream Home (2010)　※兼脚本
- 「少女たち」 囡囡 Girl$ (2010)　※劇場未公開/DVDのみ
- 「恋の紫煙2」 春嬌與志明 Love in the Buff (2012)　※第25回東京国際映画祭、第8回大阪アジアン映画祭等で上映
- 「10人の泥棒たち」 도둑들 The Thieves (2012)
- 「トライアド」 紮職Triad (2012)
- 金雞SSS Golden Chicken S (2012)　※日本未公開
- 「大性豪」 豪情3D Naked Ambition 2 (2014)　※劇場未公開/DVDのみ
- 「アバディーン」 香港仔 Aberdeen (2014)　※第10回大阪アジアン映画祭で上映
- 「Zの嵐（中国語版）」Z風暴 Z Storm (2014)　(Netflix配信題）※劇場未公開
- 「レイジー・ヘイジー・クレイジー」 同班同學 Lazy Hazy Crazy (2014)　※第28回東京国際映画祭、第11回大阪アジアン映画祭で上映
- 「クレイジー・ナイン（中国語版）」 老笠 Robbery (2015)　※第11回大阪アジアン映画祭で「荒らし」の邦題で上映後、未体験ゾーンの映画たち2017にて劇場公開
- 「Sの嵐（中国語版）」''S風暴 S Storm (2016)　(Netflix配信題）※劇場未公開
- 「恋の紫煙3」 春嬌救志明 Love off the cuff (2017)　※第13回大阪アジアン映画祭で上映
- 「狂獣 欲望の海域」 狂獸 The Brinkf (2017)

### 監督作品
- 「恋人のディスクール」 恋人架語 Lover's Discourse (2010)　※ジミー・ワンと共同監督、大阪アジアン映画祭2011で上映[1]
- 指甲刀人魔 (2010)　※短編
- 「ソウルメイト/七月と安生」七月與安生 Soul Mate（2016年)
- 「少年の君」少年的你 Better Days（2019年)

## ドラマ

### 出演作品
- 「探偵学院」 金甲蟲探偵學院（2004）（Now.comウェブドラマ）

### 監督作品
- 「三体」 三体 1-2話（2024）（Netflix）

## 受賞・ノミネート等
恋人のディスクール
- 2010年 第47回台湾金馬奨 最優秀新人監督賞 ノミネート
- 2011年 大阪アジアン映画祭2011 コンペティション部門 グランプリ[2]

ソウルメイト/七月と安生
- 2016年 第53回台湾金馬奨 最優秀監督賞 ノミネート
- 2017年 第11回香港映画監督組合賞 最優秀監督賞 受賞
- 2017年 第11回アジア・フィルム・アワード 最優秀監督賞 ノミネート
- 2017年 第36回香港電影金像奨 最優秀監督賞、最優秀新人監督賞 ノミネート
- 2017年 中国电影导演协会 2016年度表彰 年度港台导演 受賞
- 2017年 第12回大阪アジアン映画祭 コンペティション部門 ABC 賞受賞[3]

少年の君
- 2020年 第26回香港電影評論学会大奨 最優秀監督賞 受賞
- 2020年 第15回大阪アジアン映画祭 観客賞 受賞[4]
- 2020年 第39回香港電影金像奨 最優秀監督賞 受賞

## 参考
- 「ドリーム・ホーム」劇場パンフレット/公式ホームページ